# Försvarsdepartementet
Försvarsdepartementet (Fö) är ett departement inom det svenska Regeringskansliet med ansvar för totalförsvaret. Till departementets ansvarsområden hör det militära och det civila försvaret, säkerhetspolitik, plikttjänstgöring, frivilligorganisationer, Hemvärnet, den statliga räddningstjänsten samt kustbevakningen. Försvarsdepartementet har sina lokaler på Jakobsgatan 9 i Stockholm.
Departementet har sina lokaler i före detta Skandinaviska Bankens palats i kvarteret Vinstocken (ingång via Jakobsgatan 9) och leds av försvarsministern som bistås av en politiskt tillsatt statssekreterare. Försvarsdepartementet bildades den 1 juli 1920 genom en sammanslagning av Sjöförsvarsdepartementet och Lantförsvarsdepartementet.

## Myndigheter
Under Försvarsdepartementet lyder följande myndigheter:
- Försvarsmakten
- Försvarets materielverk
- Plikt- och prövningsverket
- Försvarets radioanstalt
- Totalförsvarets forskningsinstitut
- Statens inspektion för försvarsunderrättelseverksamheten
- Försvarsunderrättelsedomstolen
- Myndigheten för totalförsvarsanalys
- Kustbevakningen
- Statens haverikommission
- Myndigheten för samhällsskydd och beredskap
- Myndigheten för psykologiskt försvar

## Statssekreterare
- Knut Söderwall (tillförordnad) 1920–1922
- Knut Söderwall 1923
- Karl Levinson 1923–1924
- Hjalmar Humble (tillförordnad) 1924–1927
- Hjalmar Humble 1927–1934
- Åke Hartelius (tillförordnad) 1931–1934
- Åke Hartelius 1934–1936
- Tage Wärn 1936–1942
- Nils Gustav Rosén (tillförordnad) 1941–1942
- Nils Gustav Rosén 1942–1947

## Expeditionschefer
- Knut Söderwall 1920–1922
- Karl Levinson (tillförordnad) 1921
- Karl Levinson 1922
- Hjalmar Humble 1923–1927
- Willand Aschan (tillförordnad) 1924–1925
- Anton Rundqvist (tillförordnad) 1925–1927
- Anton Rundqvist 1927–1930
- Åke Hartelius 1930–1934
- Gustaf Eklund (tillförordnad) 1931–1932
- Tage Wärn (tillförordnad) 1932–1934
- Tage Wärn 1934–1936
- Eric Sverne (tillförordnad) 1934–1936
- Eric Sverne 1936–1943
- Gustaf von Schwerin (tillförordnad) 1939
- Gustaf von Schwerin 1943–1951